# 형법의 적용범위
형법의 적용범위(刑法의 適用範圍)는 형법이 효력을 미치는 시간, 장소, 사람의 범위를 말한다.

## 시간적 범위
행위시법주의 원칙을 따르며 신법 유리 원칙 일부 적용한다.

## 장소적 범위
속지주의을 기본 원칙으로 하며 예외적으로 속인주의·보호주의·기국주의·세계주의를 일부 따른다.

## 인적 범위
내국인·외국인 모두 포함하며 예외적 치외법권자 등 제외하고 있으며 
외국에서의 형 집행은 국내 형에 산입될 수 있다.

## 판례

### 시간적 적용범위
- 구 특정범죄가중법 제5조의11 제1항에서의 '원동기장치자전거'에는 전동킥보드와 같은 개인형 이동장치도 포함된다고 판단되고, 비록 개정 도로교통법이 전동리보드와 같은 개인형 이동장치에 관한 규정을 신설하면서 이를 "자동차 등"이 아닌 "자전거 등으로 분류하였다고 하여 이를 형법 제1조 제2항의 범죄 후 법률이 변경되어 그 행위가 범죄를 구성하지 아니하게 된 경우'라고 볼 수는 없다[1]

### 장소적 적용범위
- 군형법 제60조의 6 제1호는 군인 등이 군사기지 및 군사시설 보호법 제2조 제1호에서 정한 군사기지에서 군인 등을 폭행한 경우에 폭행죄를 반의사불벌죄로 규정한 형법 제260조 제3항 을 적용하지 않도록 정하고 있다. 따라서 군인 등이 대한민국의 국군이 군사작전을 수행하기 위한 근거지에서 군인 등을 폭행했다면 그곳이 대한민국의 영토 내인지, 외국군의 군사기지인지 등과 관계없이 군형법 제60조의6 제1호에 따라 형법 제260조 제3항이 적용되지 않는다[2]
- 외국인이 대한민국 공무원에게 알선한다는 명목으로 금품을 수수하는 행위가 대한민국 영역 내에서 이루어진 이상, 비록 금품수수의 명목이 된 알선행위를 하는 장소가 대한민국 영역외라 하더라도 대한민국의 형벌 법규가 적용되어야 한다.[3]
- 포괄일죄로 되는 개개의 범죄행위가 법 개정의 전후에 걸쳐서 행하여진 경우에는 신 구법의 법정형에 대한 경중을 비교하여 볼 필요도 없이 범 죄 실행 종료시의 법이라고 할 수 있는 신법을 적용하여 포괄일죄로 처단하여야 한다.[4]
- 내국법인의 대표자인 외국인이 그 내국법인이 외국에 설립한 특수목적 법인에 위탁해 둔 자금을 정해진 목적과 용도 외에 임의로 사용하였다 면 위탁자인 내국 법인에 대하여 횡령죄가 성립할 수 있으며, 그 행위가 외국에서 이루어진 경우에도 행위지의 법률에 의하여 범죄를 구성하지 아니하거나 소추 또는 형의 집행을 면제할 경우가 아니라면 그 외국인에 대해서도 우리형법이 적용된다.[5]
- 헌법재판소의 위헌결정으로 인하여 형벌에 관한 법률 또는 법률조항이 소급하여 그 효력을 상실한 경우에는 당해 법조를 적용하여 기소한 피고 사건은 범죄로 되지 아니 하는 때에 해당하므로 당해 공소사실에 대해 법원은 무죄를 선고하여야 한다[6]
- 형법 제7조에서 규정하고 있는 '외국에서 형의 전부 또는 일부가 집행 된 사람'이란 '외국 법원의 유죄판결에 의하여 자유형이나 벌금형 등 의 전부 또는 일부가 실제로 집행된 사람'을 말한다.[7]
- 형법의 적용에 관하여 같은 법 제2조는 대한민국 영역 내에서 죄를 범한 내국인과 외국인에게 적용한다고 규정하고 있으며, 같은 법 제6 조 본문은 대한민국 영역 외에서 대한민국 또는 대한민국 국민에 대 하여 같은 법 제5조에 기재한 이외의 죄를 범한 외국인에게 적용한다고 규정하고 있는바, 중국 북경시에 소재한 대한민국 영사관 내부는 여전히 중국의 영토에 속할 뿐 이를 대한민국의 영토로서 그 영역에 해당한다고 볼 수 없다.[8]
- 독일인이 독일 내에서 북한의 지령을 받아 베를린 주재 북한이익대표 부를 방문하고 그곳에서 북한공작원을 만난 행위는 외국인의 국외범에 해당하여, 형법 제5조 제6조에서 정한 요건에 해당하지 않는 이상 우리 형법 으로 처벌할 수 없다.[9]
- 형사사건으로 외국 법원에 기소되었다가 무죄판결을 받은 사람은, 설 령 그가 무죄판결을 받기까지 상당 기간 미결구금되었더라도 이를 유죄판결에 의하여 형이 실제로 집행된 것으로 볼 수는 없으므로, '외국 에서 형의 전부 또는 일부가 집행된 사람'에 해당한다고 볼 수 없다.[10]
- 당해 형벌조항에 대하여 헌법불합치결정을 선고하면서 개정시한을 정하 여 입법개선을 촉구하였는데도 개정시한까지 법률개정이 이루어지지 않 은 경우 당해 형벌조항은 소급하여 효력을 상실한 경우에 해당되어 법 원은 무죄판결을 하여야 한다.[11]
- 법률의 변경이 있었고 신·구법 사이에 법정형 자체는 변화가 없더라도 당해 범죄가 반의사불벌죄로 개정된 경우에는 형이 구법보다 경하게 변 경된 경우에 해당하므로 신법이 적용된다.[12]
- 행위시와 재판시 사이에 수차례 법령의 변경이 있는 경우 모두 비교하여 그 중 가장 형이 경한 법규정을 적용한다.[13]

## 참고문헌
- 전지연. "형법 적용 범위론: 형법의 탈지역화를 위한 형법의 시간적·공간적 적용범위에 관한 연구." 서울: 연세대학교 출판문화원, 2024.